# Festival Gouel an Eost
Le Festival Gouel an Eost (Fête de la Moisson en breton, eost signifie également août) se déroule tous les ans à Plougoulm (Nord-Finistère). Cette Fête célèbre la moisson (artisans, agriculteurs, producteurs), la culture bretonne et celtique et divers manifestations ayant trait à la Bretagne. Sont organisés des concerts, valorisation du patrimoine (expos, animations, jeux, dégustations...), battage à l'ancienne, repas traditionnels, défilé, fest-noz... Le festival existe depuis 1981 et a fêté sa 40e édition en 2022.

## Un festival culturel

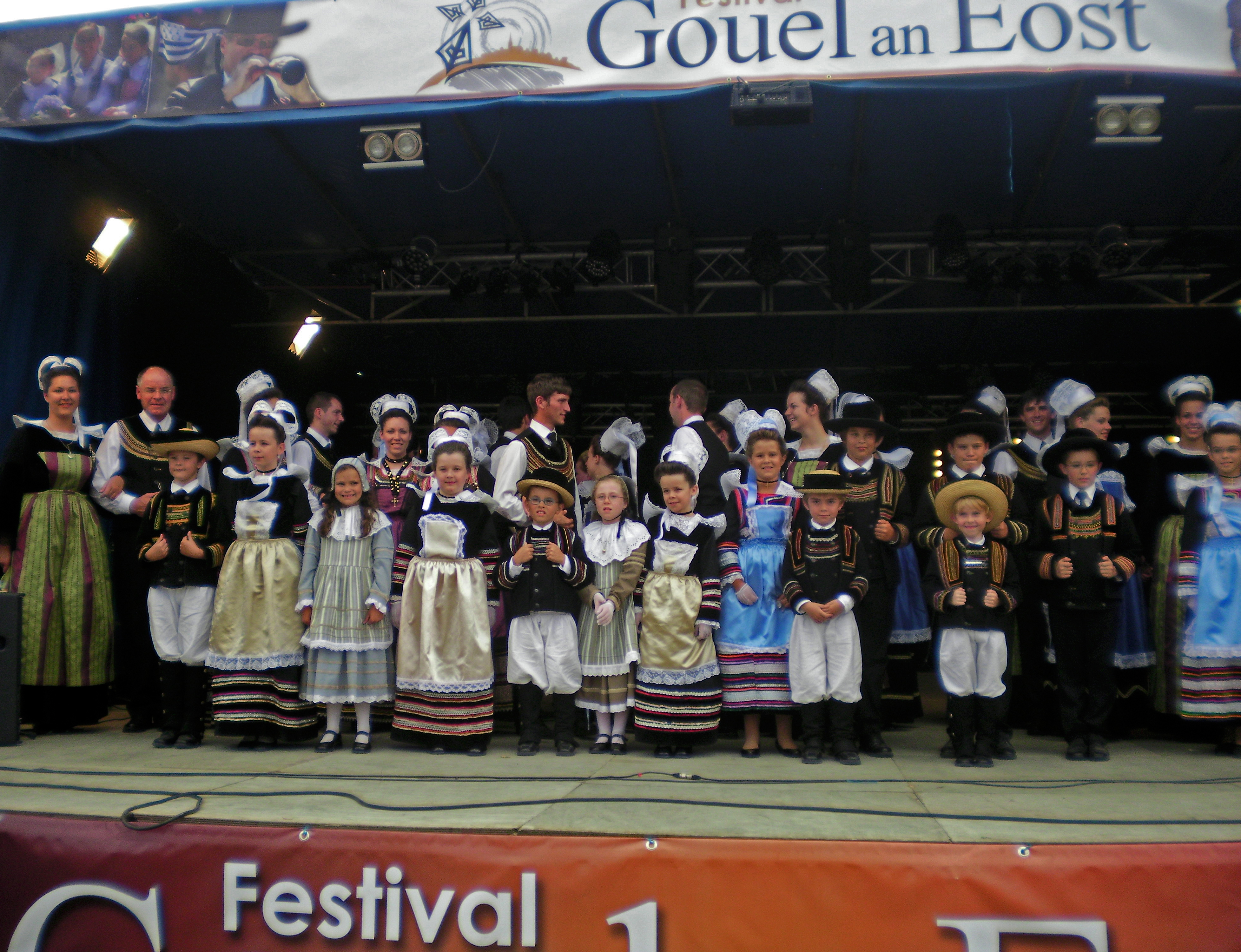
Le cercle Bleunioù Lann an Aven en 2012

Le festival cherche à faire découvrir les traditions et le folklore de Bretagne.
La grande parade, défilé de plus de 400 figurants costumés, offre un véritable « chaudron » de culture bretonne, bercé par de la danse et de la musique traditionnelle, avec la présence également de bagadoù et cercles celtiques.
Autour des moissonneurs, une vingtaine d'artisans font revivre les métiers d'antan disparus (rémouleur, lavandière, vannier, cordier...). Sont exposés des vieux tracteurs, moissonneuses (batteuses, faucheuses, lieuses), vieux outils... Les spectacles, véritables fresques vivantes, montrent des scènes de moisson, de battage à l'ancienne, labours, d'attelage de chevaux, d'anciennes coutumes (fabrication de pain  au Four à l’ancienne, de beurre, de crêpes)...
Il permet la dégustation de crêpes, d’artichauts et de produits locaux. En soirée, est servi aux convives le traditionnel repas des moissonneurs : le rata.
Le festival montre donc la ruralité léonarde des siècles passés ; le travail, ses peines, mais aussi ses joies, ses danses et ses chants sans oublier les moments de convivialité, de partages et de solidarité, car il fallait s'entraider devant des tâches difficiles.

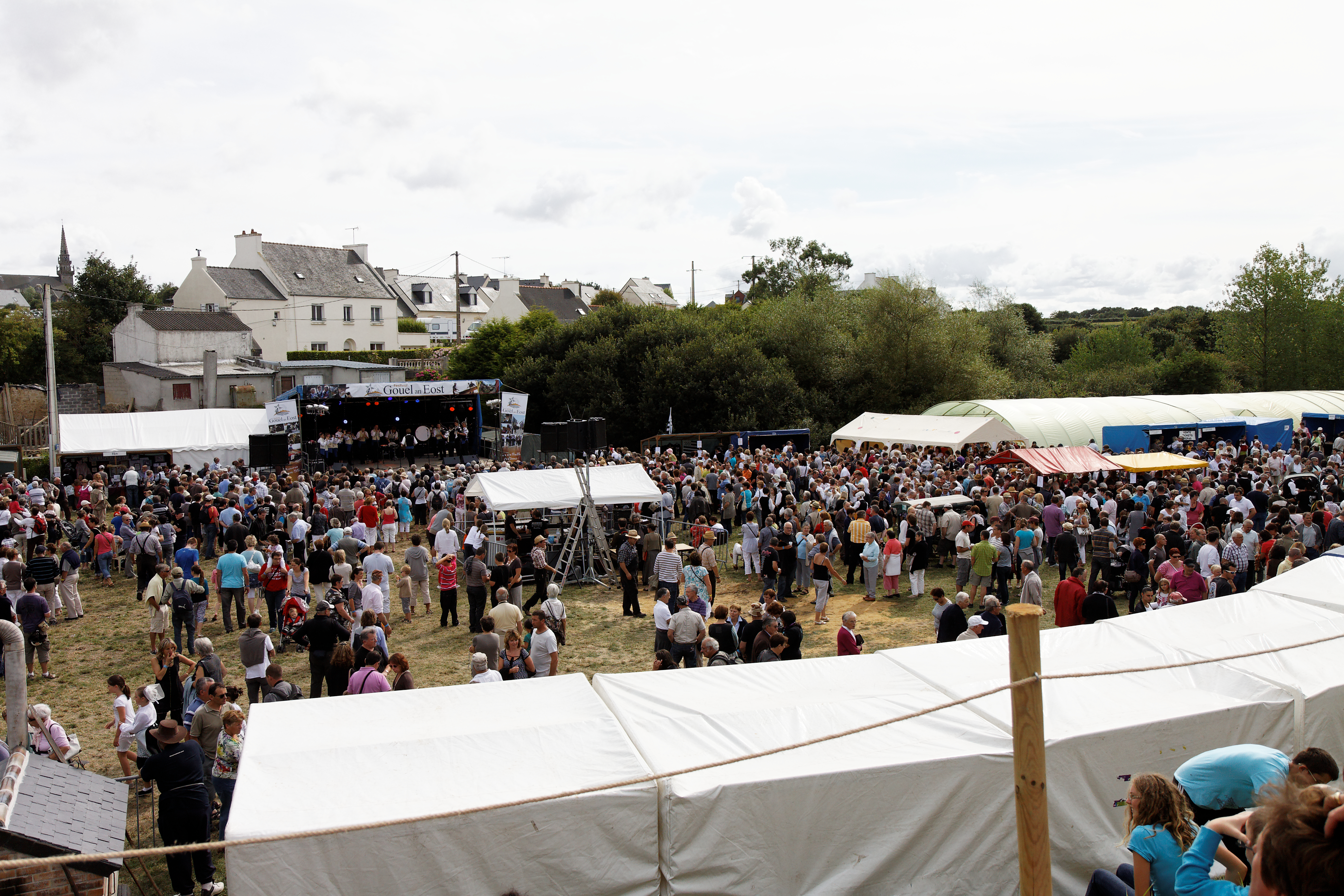
Vue du site de Prat Coulm
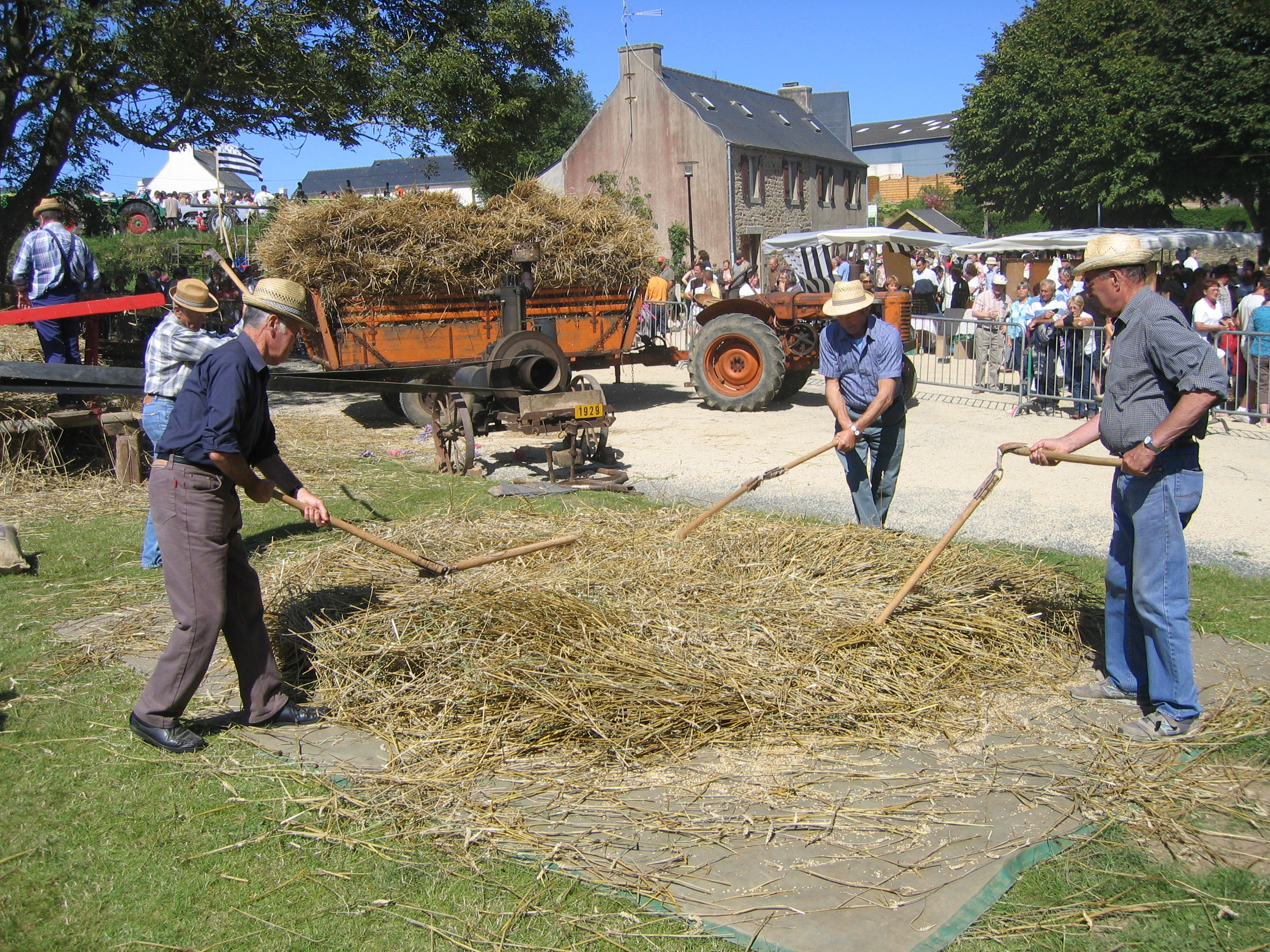
Battage au fléau
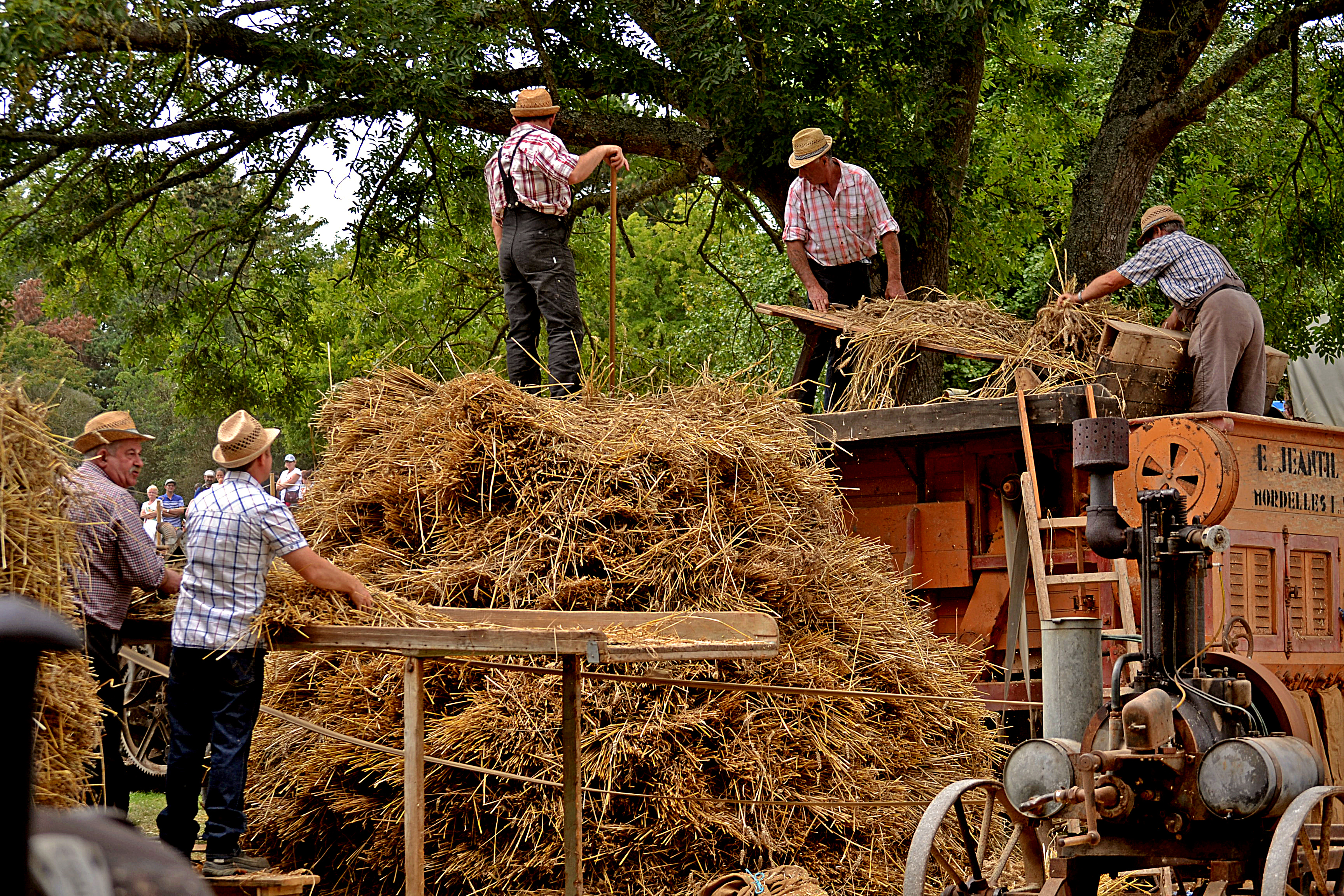
Battage à l'ancienne
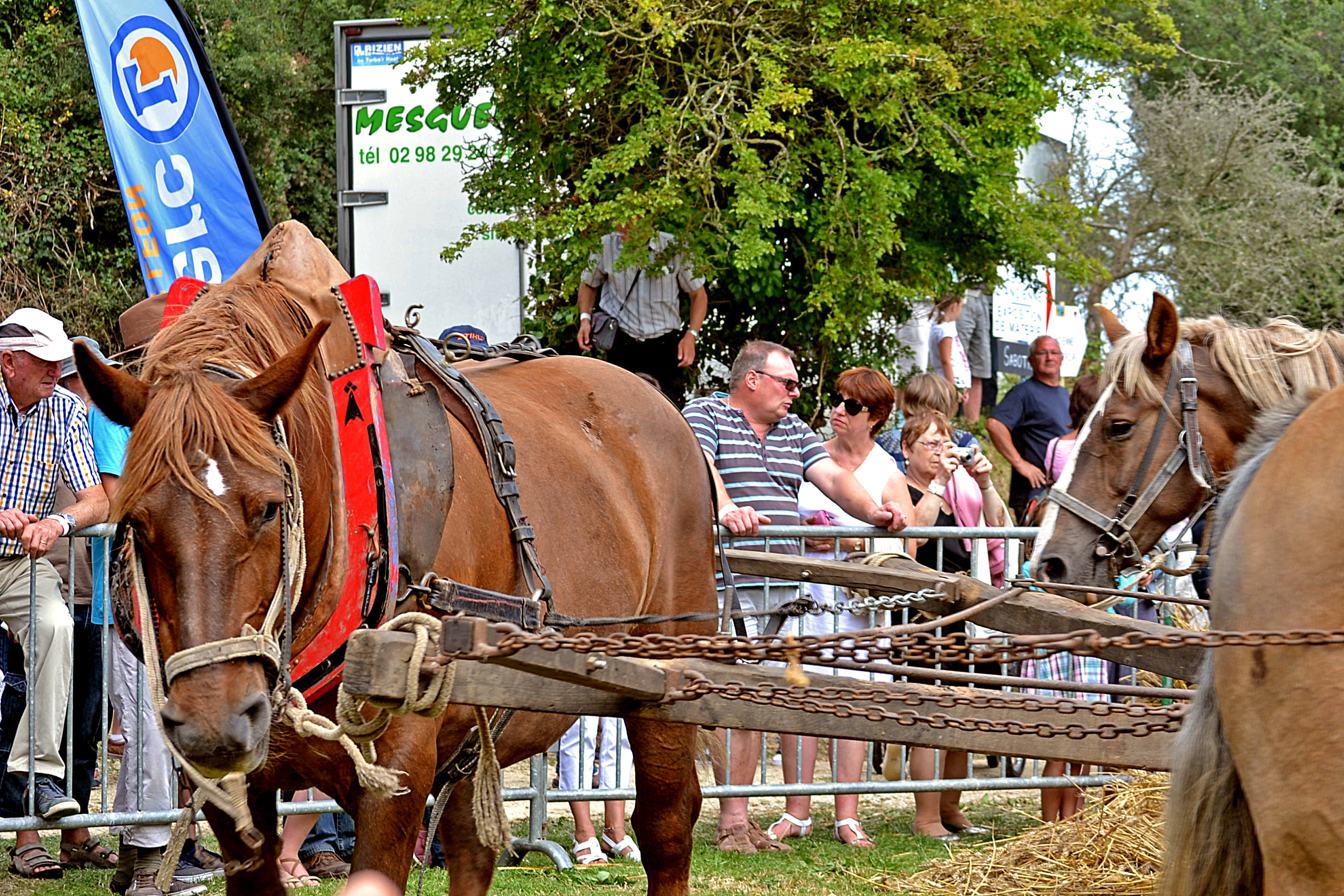
Attelage de chevaux
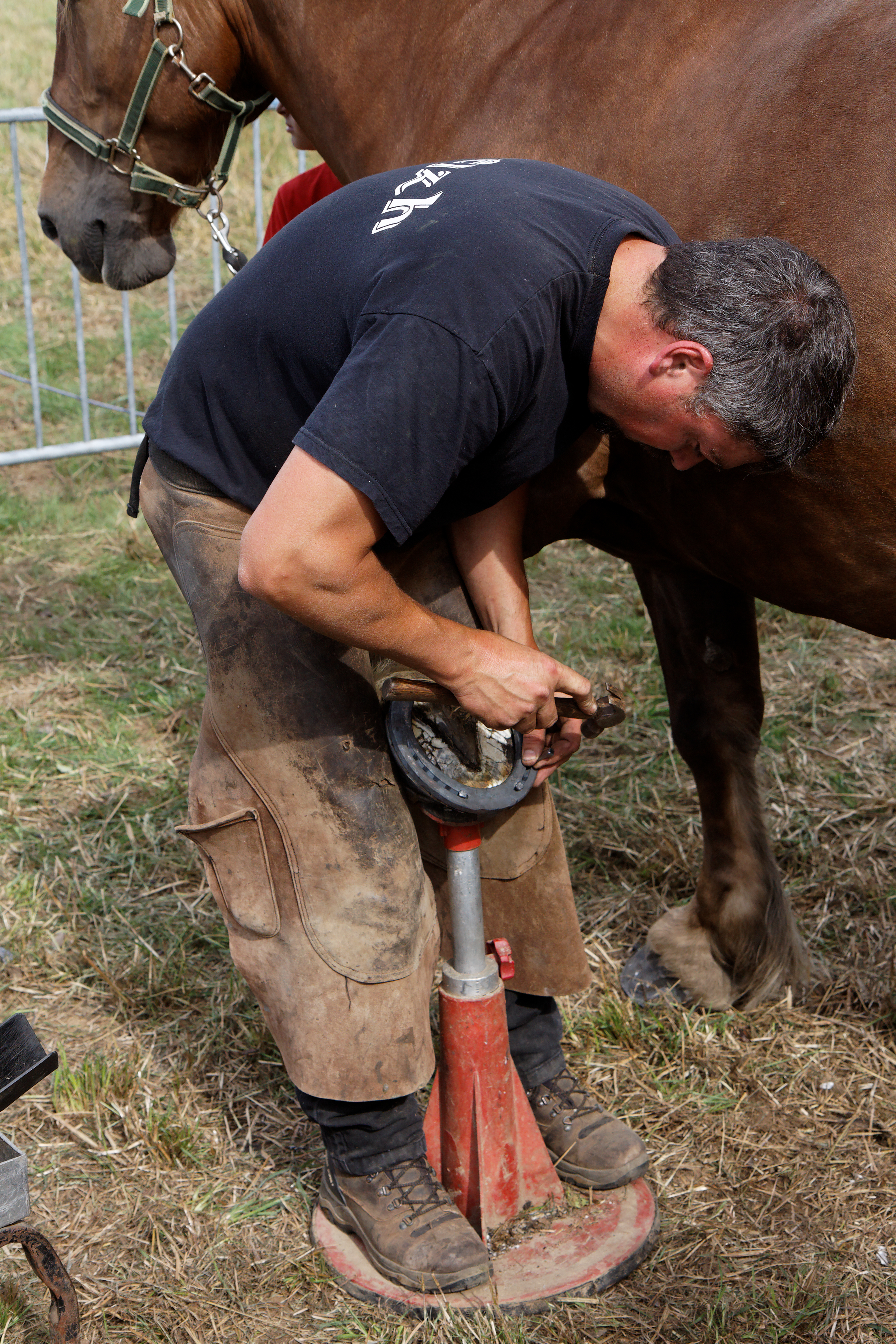
Ferrage
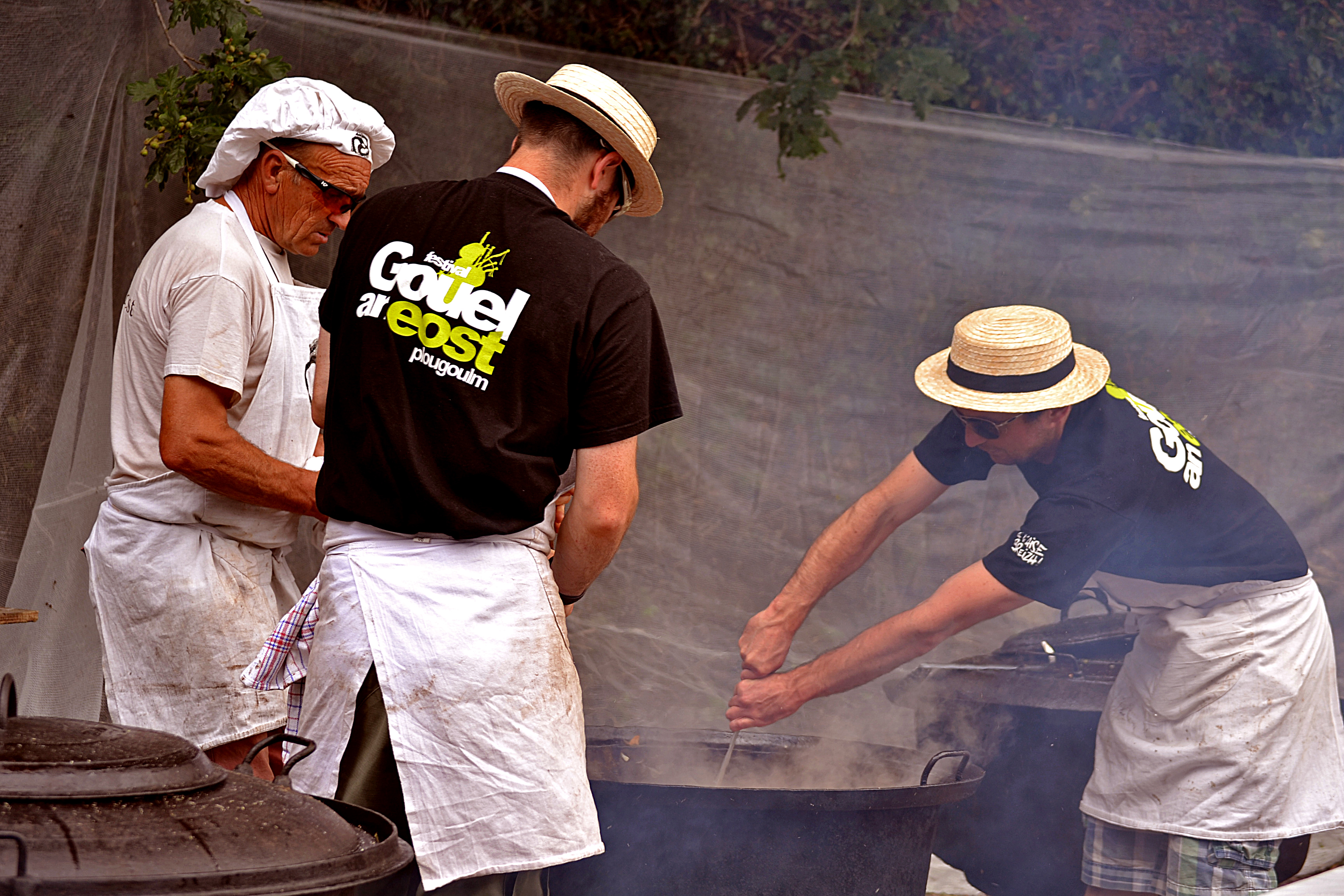
Préparation du rata
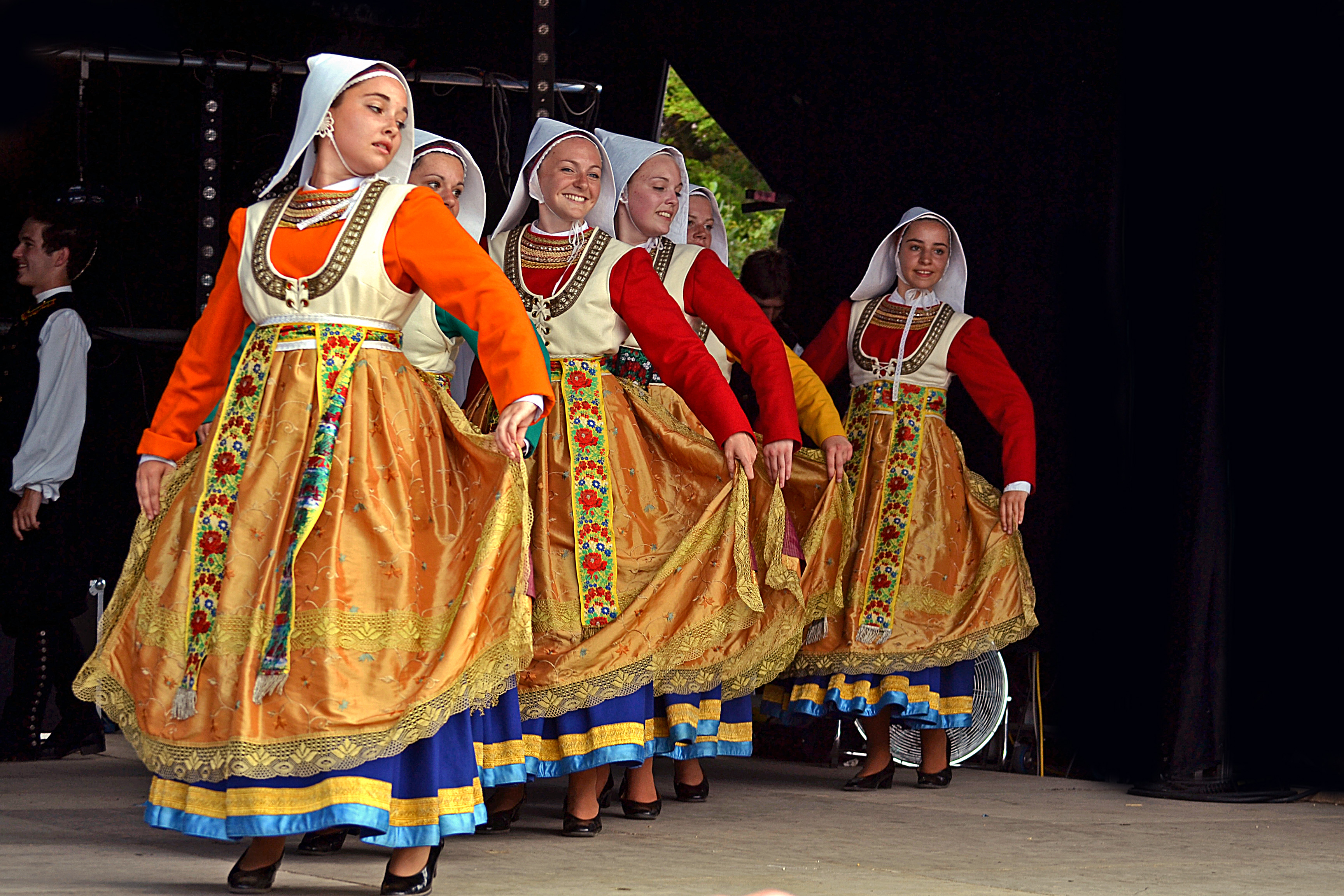
Bleuniadur

## Historique

### Édition 2023
- concerts : Plantec, Jean-Charles Guichen, Les Glochos
- bagadoù : Bagad Ploërmel, Bagad Arvorizion Karnag (Carnac)
- cercles celtiques : Les Perrières (Cesson-Sévigné), Beg an douar (Saint-Renan)
- La chorale des Marins des Abers

### Édition 2022
- concerts : Startijenn, Trio EDF (Ewen, Delahaye, Favennec), Aziliz Manrow, Emezi
- bagadou : Bagad Adarre Plougastel, Eostiged Ar Menez (Plomodiern), Bagad Ergue-Armel (Quimper)
- cercles celtiques : Bleuniadur (Saint Pol de Léon), Danserien an Aberiou (Lannilis), Koroll Digoroll (Guimaëc)

### Édition 2019
- concerts : Red Cardell, Béo (musique bretonne et irlandaise)
- bagadou : Bagad Quic en Groigne (Saint Malo), Bagad Bro Konk Kerne (Concarneau), Bagad Penhars (Quimper)
- cercles celtiques : cercle Quic en Groigne (Saint Malo), cercle Ar Rouedou Glas (Concarneau), cercle Mederien Penhars, Danserien Lann Tivizio (Landivisiau)

### Édition 2018
- concerts : Les Ramoneurs de Menhirs, Youhadenn (musique irlandaise)
- bagadou : Kevrenn Alré ( Auray), Bagad Combrit, Bagad Sonerienn Bro Montroulez ( Morlaix)
- cercles celtiques : Bleuniadur (Saint Pol de Léon), cercle Kevrenn Alré (Auray), cercle de Combrit

### Édition 2017
- concerts : Awatiñas (Bolivie) et Maltavern
- bagadou : Bagad Adarre (Plougastel), Bagad Bro Kemperle (Quimperlé), Bagad Bleidi Kamorh (Camors)
- cercles celtiques : Bleuniadur (Saint Pol de Léon), Gwen ha Du (Landrévarzec), Danserien an Aberiou (Lannilis)
- animations : Gouren, fabrication du beurre...

### Édition 2016
- concerts : Kalffa et Fosbrooks (Angleterre)
- bagadou : Bagad Osismi Speied (Spézet) , Bagad Bro Skaer (Scaër), GPS Pipe Band (Pont-Aven), couple de sonneurs du Bagad de Lann-Bihoue
- cercles celtiques : Bleuniadur (Saint Pol de Léon)
- animations : promenade en calèche avec Paulo de "l'amour est dans le pré", Cor des Alpes ( Haute-Savoie)

### Édition 2015

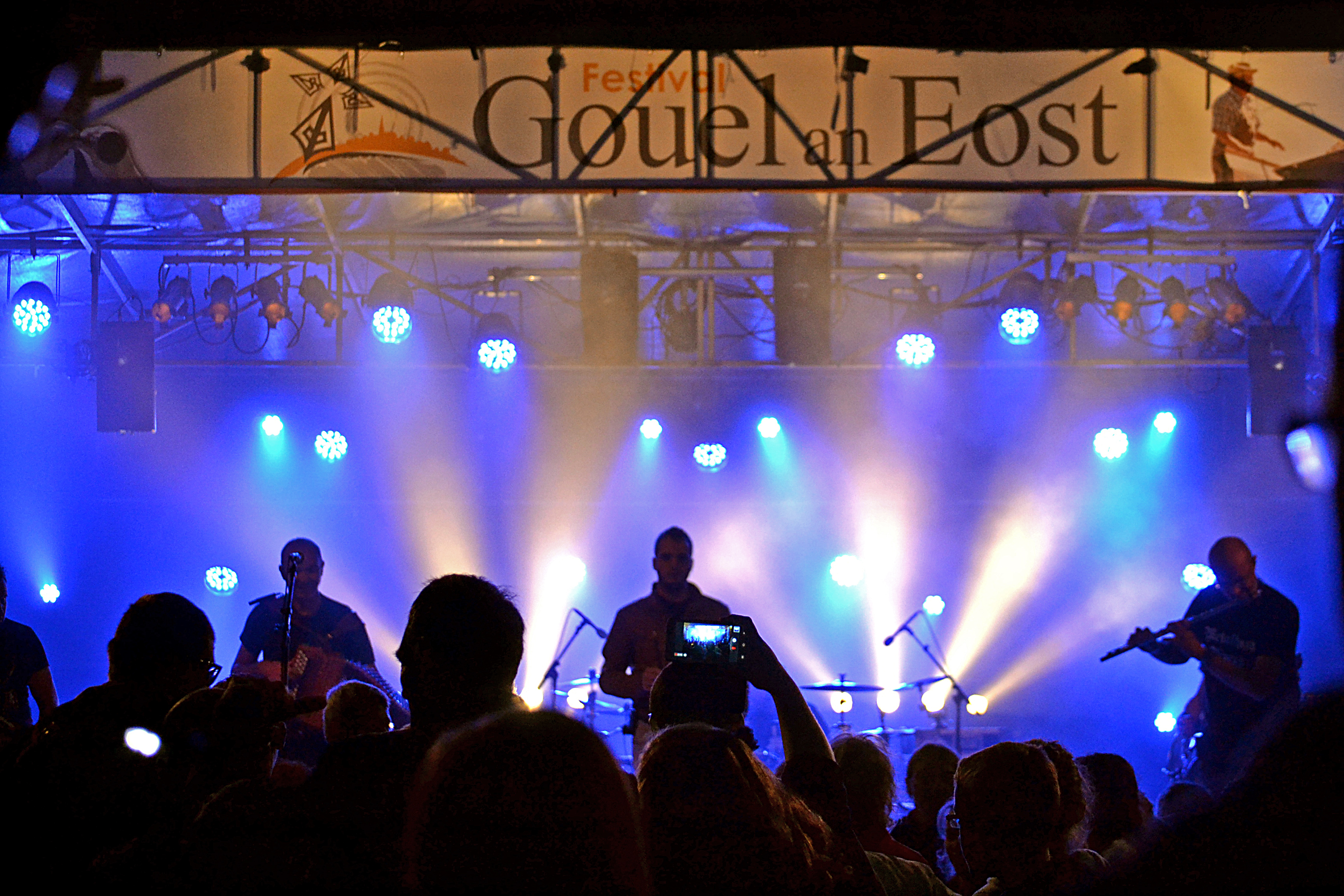
Digresk

- concerts : Digresk et Tiùin Quartet
- bagadoù : Bagad Cap Caval, Kevrenn Kastell de St Pol de Léon, Bagad de Morlaix
- cercles celtiques : Bleuniadur de Saint Pol de Léon, Ar Vro Vigoudenn de Pont l’Abbé
- animations : Simone et Edgard Founkel, AdNoz (chant/guitare), Chorale de Roscoff

### Édition 2014
- concerts : Mask ha gazh et StoneCraft
- bagadoù : Kevrenn Kastell de St Pol de Léon, Bagad Pays des Abers, Bagad Ergué-Armel
- cercles celtiques : Breizh A Galon de Plovan, Danserien Lann Tivizio de Landivisiau
- animations : Célenod (Nouvelle-Caledonie), Nolwenn Arzel et Yvon Le Quellec (harpes), Duo Pen an Dour de Plougoulm (accordéon diatonique, guitare)

### Édition 2013
- concerts : Gwennyn (pop-rock celtique), Outside Duo
- bagadoù : Bagad de St Pol de Léon (Kevrenn Kastell), de Landivisiau (Bagad Landi), de Banaleg
- cercles celtiques : Bleuniadur (St Pol de Léon), Korollerien Montroulez (Morlaix), Cercle de Bannaleg
- animations : Los Uros (groupe péruvien, musique andine), fanfare « Pattes à caisse » (Carantec), chorale « Mouez Bro Landi », Duo Pen an Dour de Plougoulm

### Édition 2012

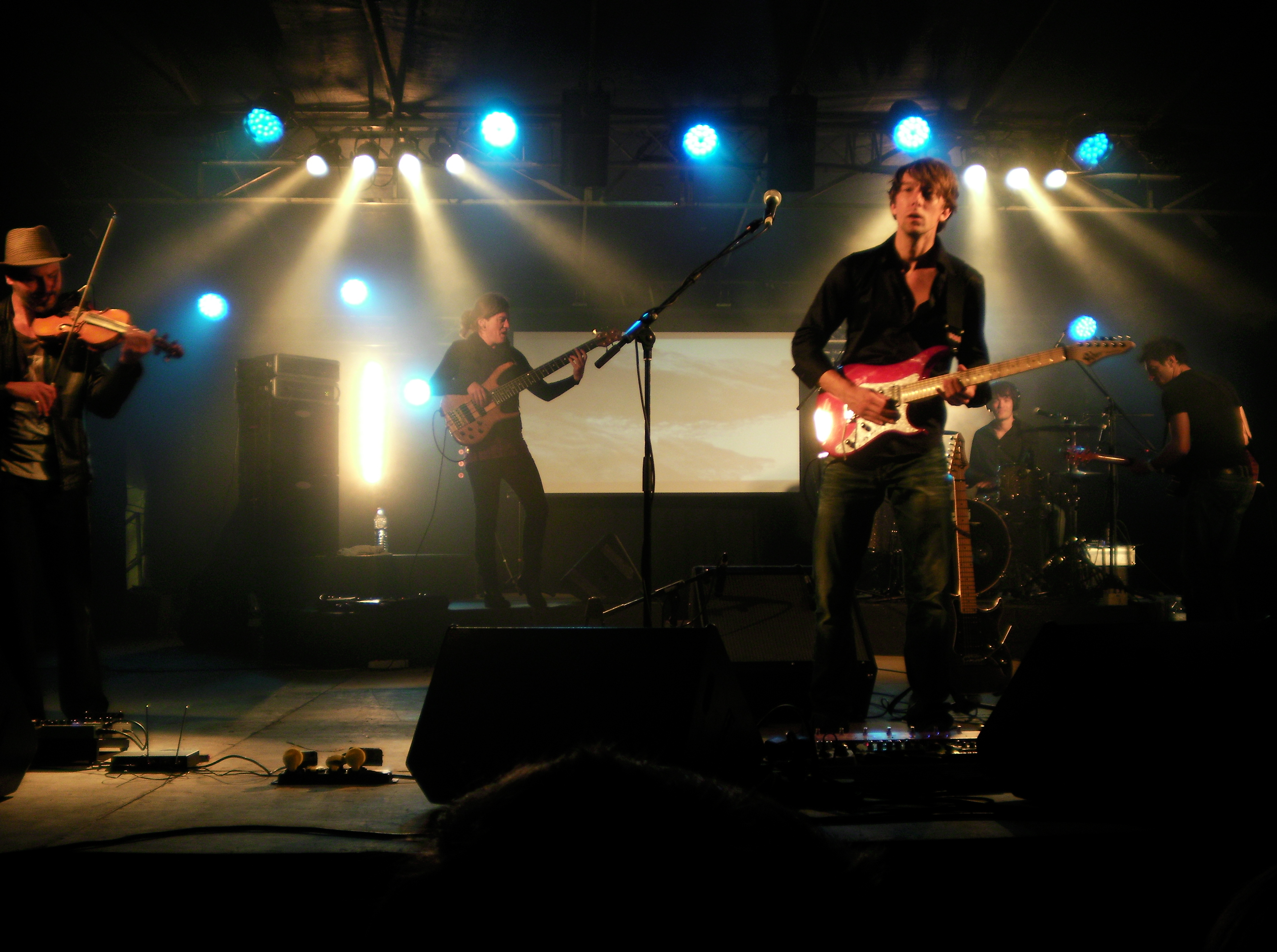
Julien Jaffrès

- concerts : Julien Jaffrès (rock celtique), Nolwenn Arzel (harpe celtique), Outside Duo (musique irlandaise)
- bagadoù : Bagad de St Pol de Léon (Kevrenn Kastell), de Landerneau (Bagad Bro Landerne), de Combrit
- cercles celtiques : Cercle de Landerneau (Eskell an Elorn), de Riec-sur-Bélon (Bleunioù Lann an Aven), de Combrit
- spectacles : Strollad Landi (théâtre en breton), feu d'artifice

### Édition 2011
- concerts : Plantec (rock celtique), Dom DufF (musique folk), Clan d'Oiche (musique et danse irlandaise)
- spectacle : Son et lumière (feu d'artifice)
- bagadoù : de Landivisiau (Landi), de Ploudergat, de Pommerit le Vicomte
- cercles celtiques : cercle de Landivisiau, Bleuniadur de Saint-Pol-de-Léon

### Édition 2010

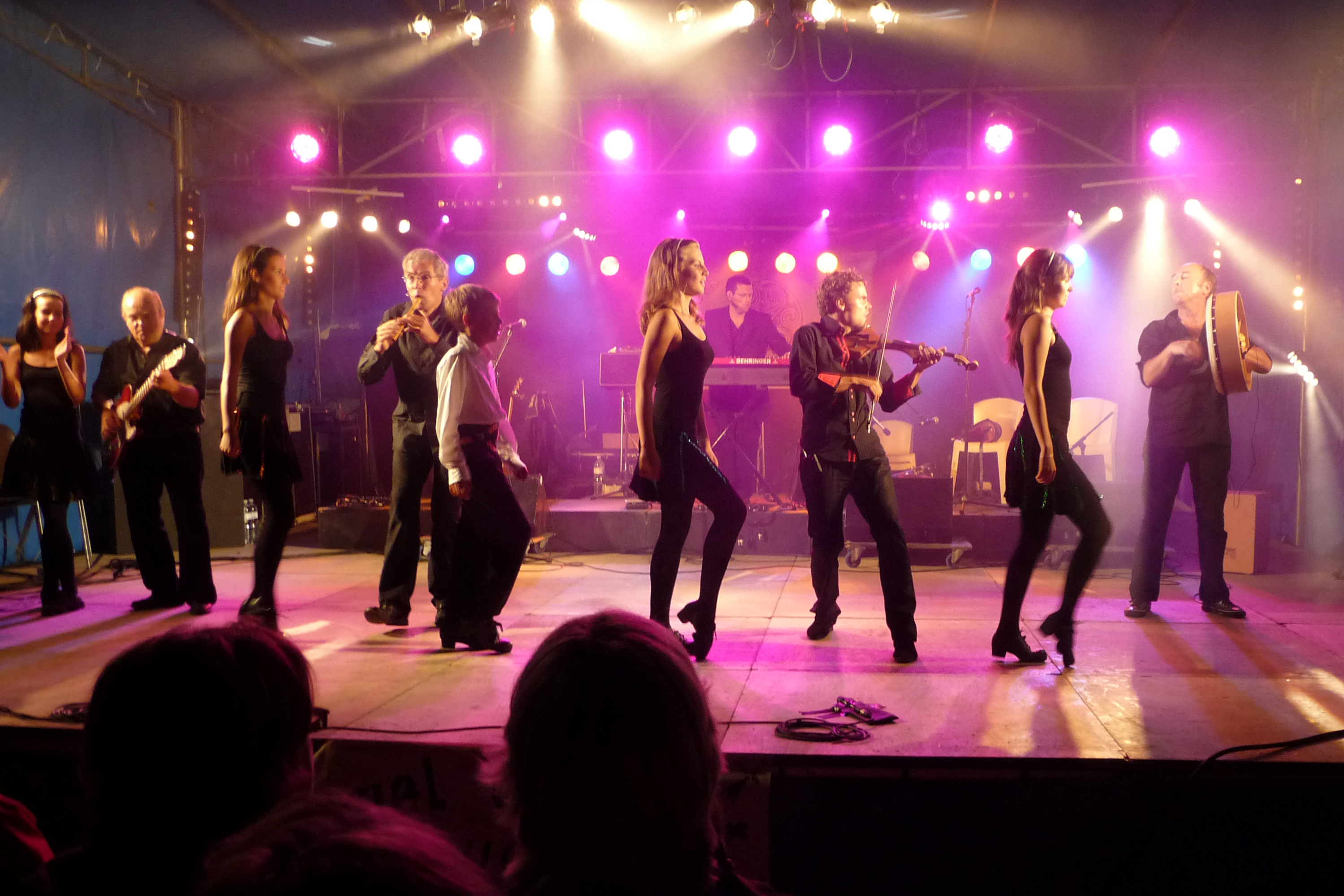
Clan d'Oiche

- concert : Clan d'Oiche (musique irlandaise)
- spectacle : Les traines-meuriennes (chants à danser du Pays d'Oust)
- bagadoù : Bagad de Saint-Brieuc et de Ploërmel
- cercles celtiques : Cercle de Quimper (danserien Kemper), Trébeurden (Meskajou), Saint-Brieuc et Guéhenno (Tal-Ouz-Tal)

### Édition 2009
- concert : Bohémians Heart (musique tchécoslovaque)
- spectacles : féerie d'eau et spectacle de danses traditionnelles par Eostiged ar Stangala
- bagadoù : de Plomodiern (Eostiged Ar Mene), Morlaix (Bro Montroulez), Bagad Penhars et de Quimper (Ar Ré Goz)
- cercles celtiques : de Châteaulin et Landrévarzec (Gwen Ha Du)

### Édition 2008

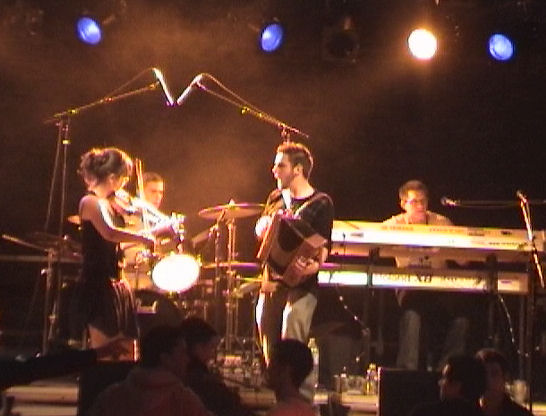
Kepelledro

- concert : Kepelledro (musique bretonne, fest-noz)
- spectacle : danses traditionnelles par Bleuniadur
- bagadoù : de Saint-Pol-de-Léon (Kevrenn Kastell), Ploudalmézeau (An Eor Du), Concarneau (Konk Kerne) et Landivisiau (Landi)
- cercles celtiques : de Landivisiau (Danserien Lann Tivizio), Bénodet et Guiclan

### Édition 2007
- concert : Red Cardell (musique rock celtique)
- spectacles :
- bagadoù : de Brest (Kevrenn Brest Sant Mark), de Carhaix (Karaez) et du pays des Abers
- cercles celtiques : de Lannilis, Plougastel et Guémené-sur-Scorff

### Édition 2006
- concert :  Nolwenn Arzel (harpe) et Gwelloch (fest-noz)
- spectacles : Les Carlines des portes du soleil
- bagadoù : Bagad de Lann-Bihoué (accompagné de trois anciens pen-bagad : Jean-Paul Péron, Robert Le Gall et Philippe Renard), de Saint-Pol-de-Léon (Kevrenn Kastell) et Quimper (Bagad Ar re Goz)
- cercles celtiques : de Briec-de-l'Odet (Kareg An Tan)

## Galerie photos

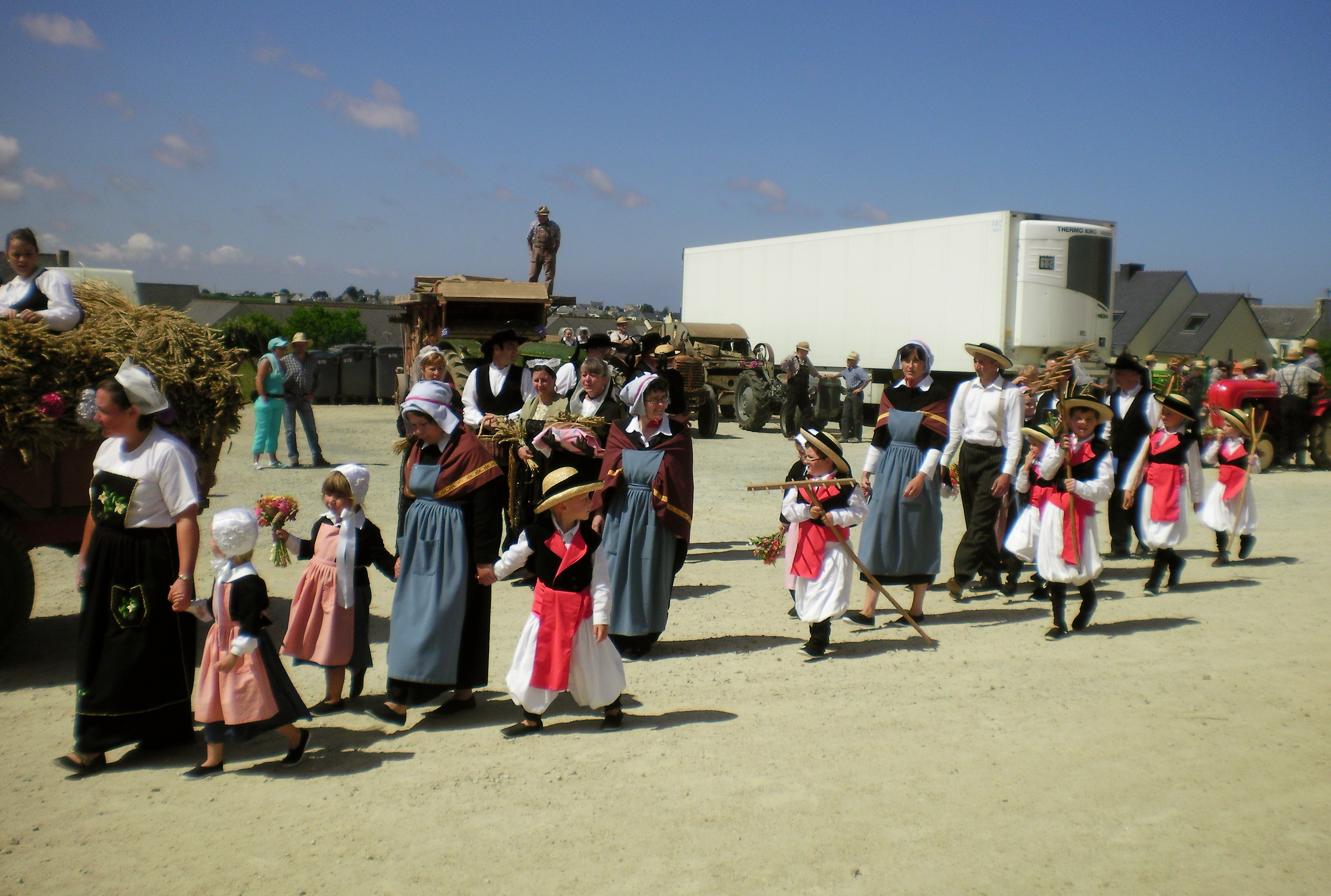
Départ du défilé (enfants de Plougoulm)
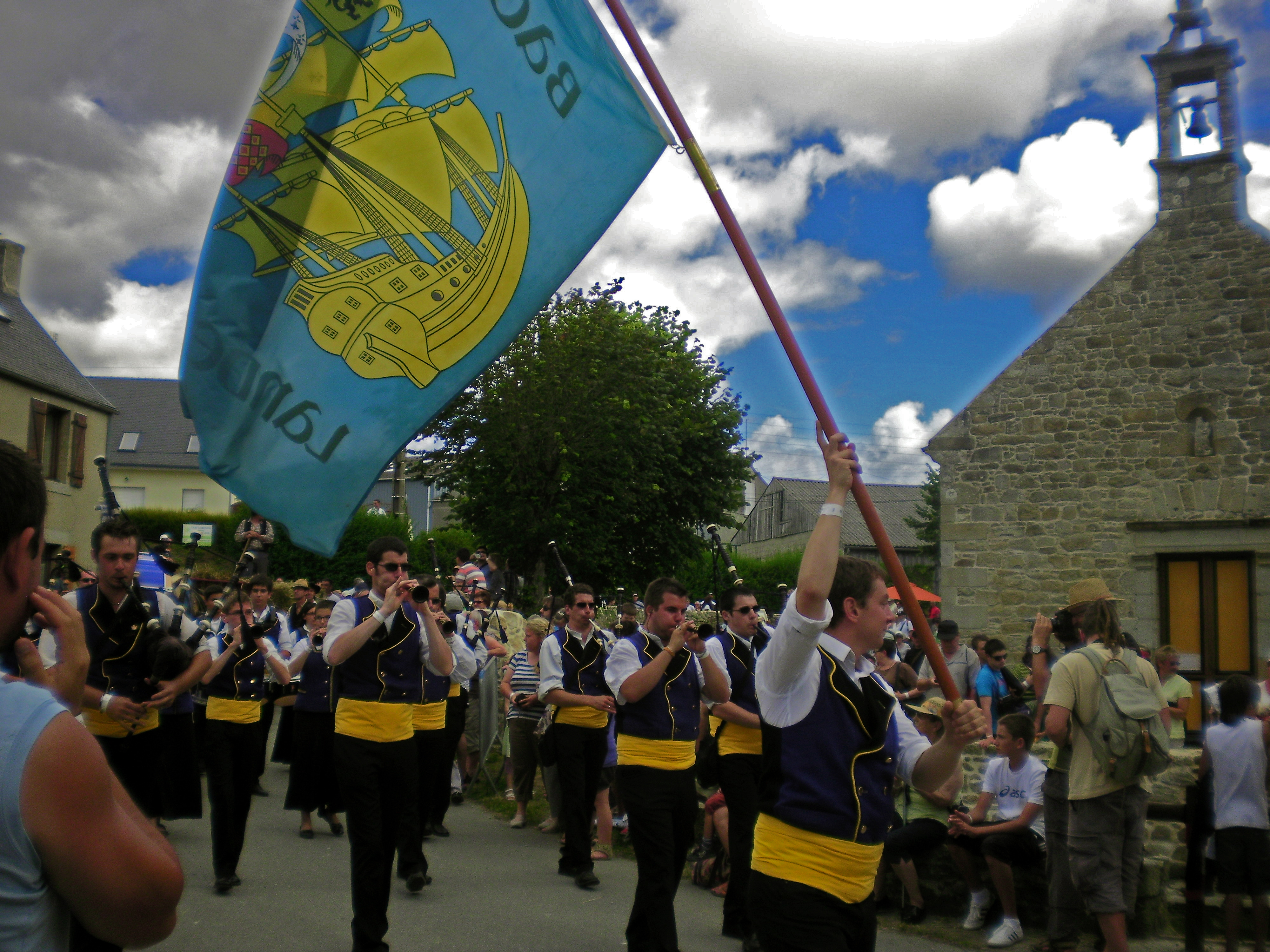
Arrivée du défilé (Bagad Bro Landerne)
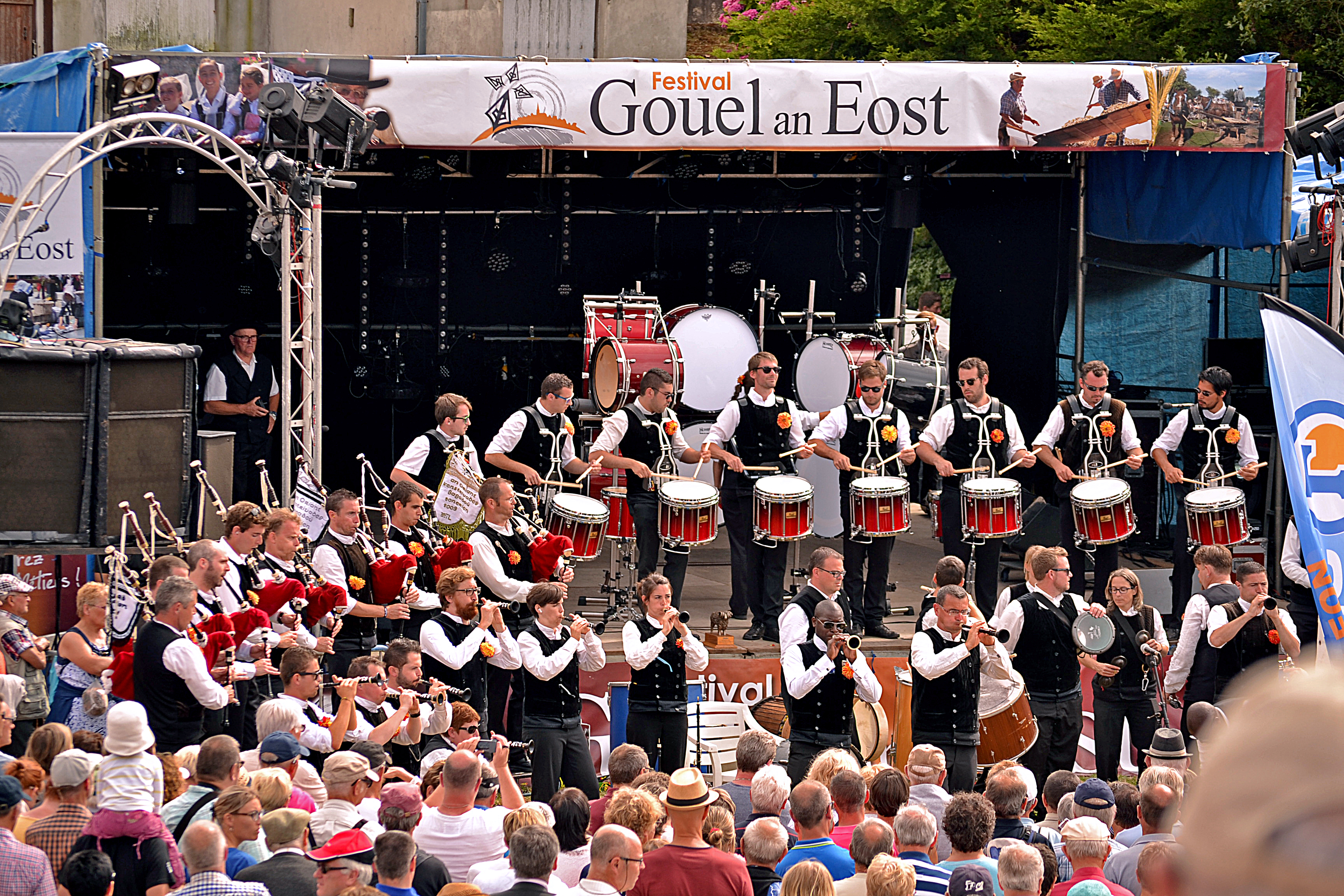
Bagad Cap Caval (scène principale)
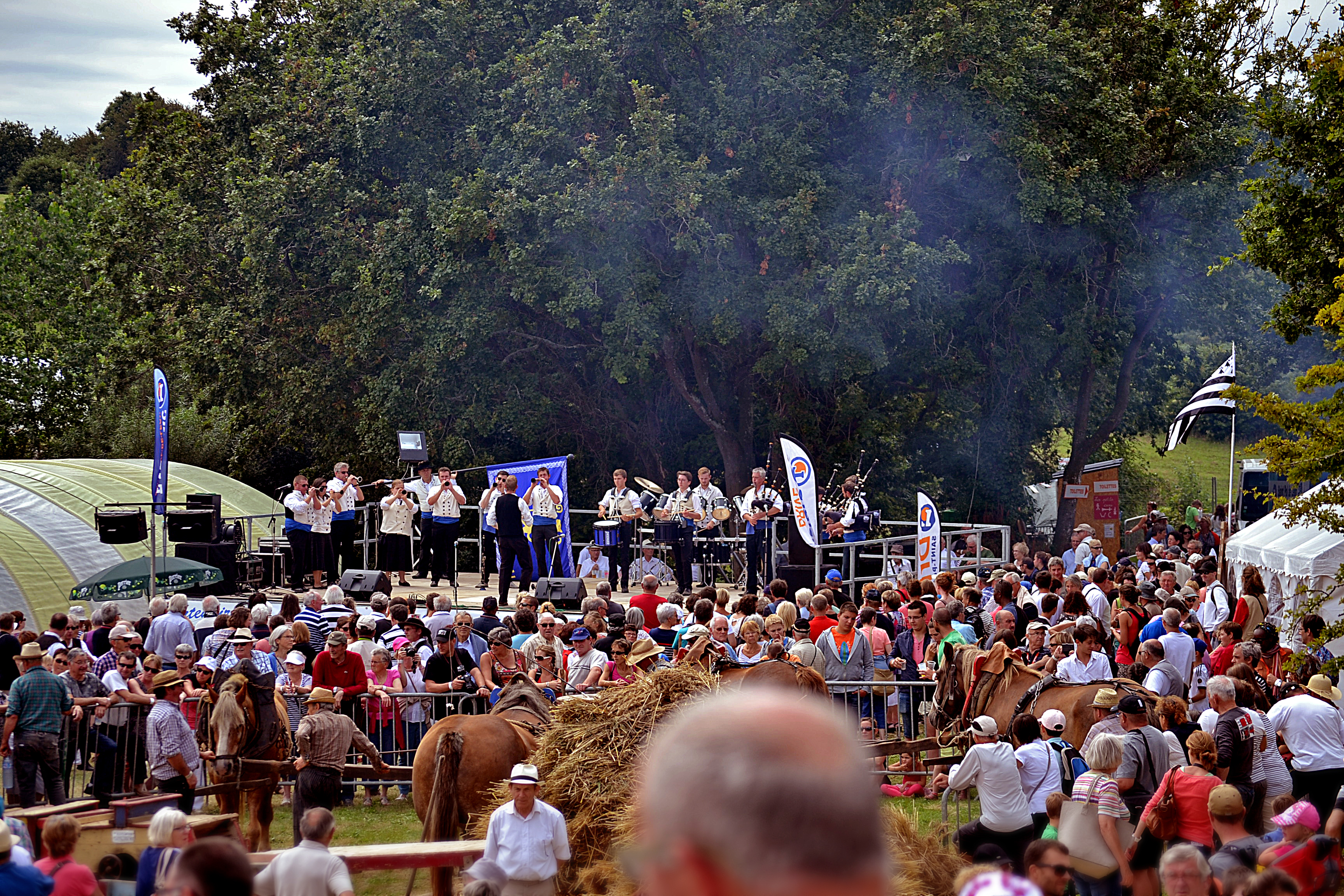
Kevrenn Kastell (petite scène)
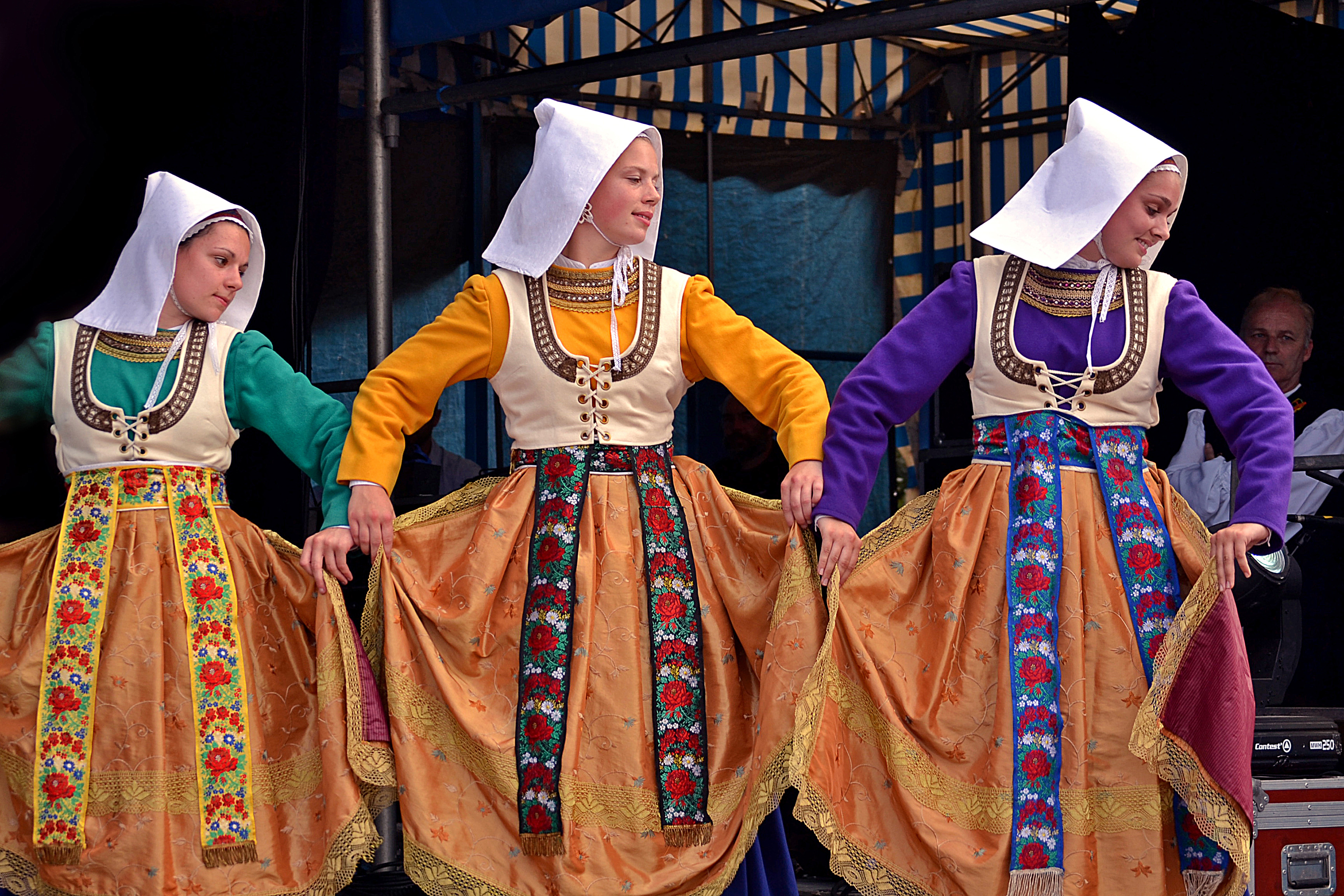
Ensemble Bleuniadur (cercle)
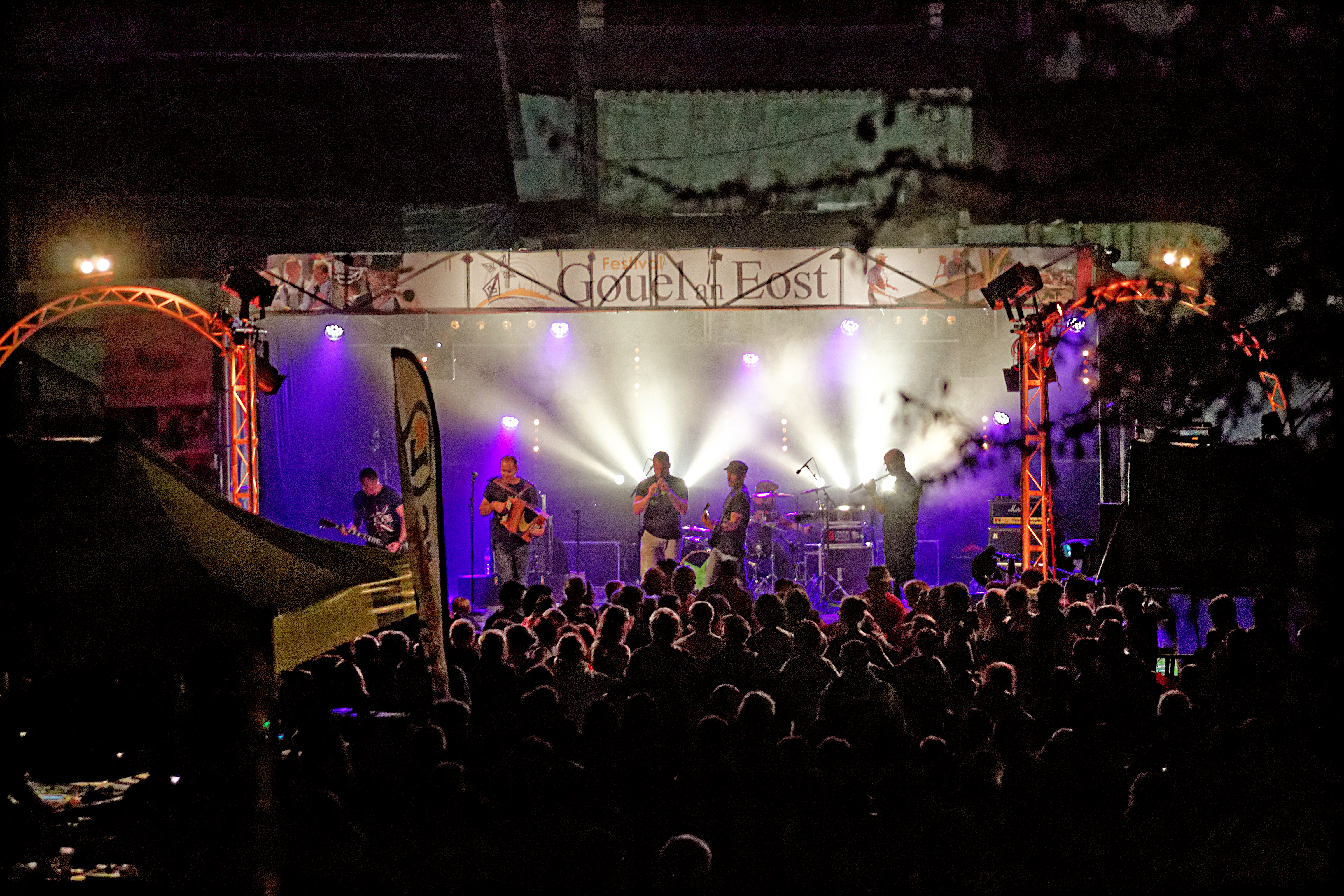
Fest-noz (Digresk en 2015)